# Junta de freguesia
La junta de freguesia est l'organe exécutif d'une freguesia. Ses compétences sont définies par la loi n.º 75/2013.